# Lomas de Villamediana
Lomas de Villamediana ist ein spanischer Ort in der Provinz Burgos der Autonomen Gemeinschaft Kastilien und León. Der Ort gehört zur Gemeinde Alfoz de Bricia. Lomas de Villamediana ist über die Straße BU-V-6116 zu erreichen.

## Sehenswürdigkeiten

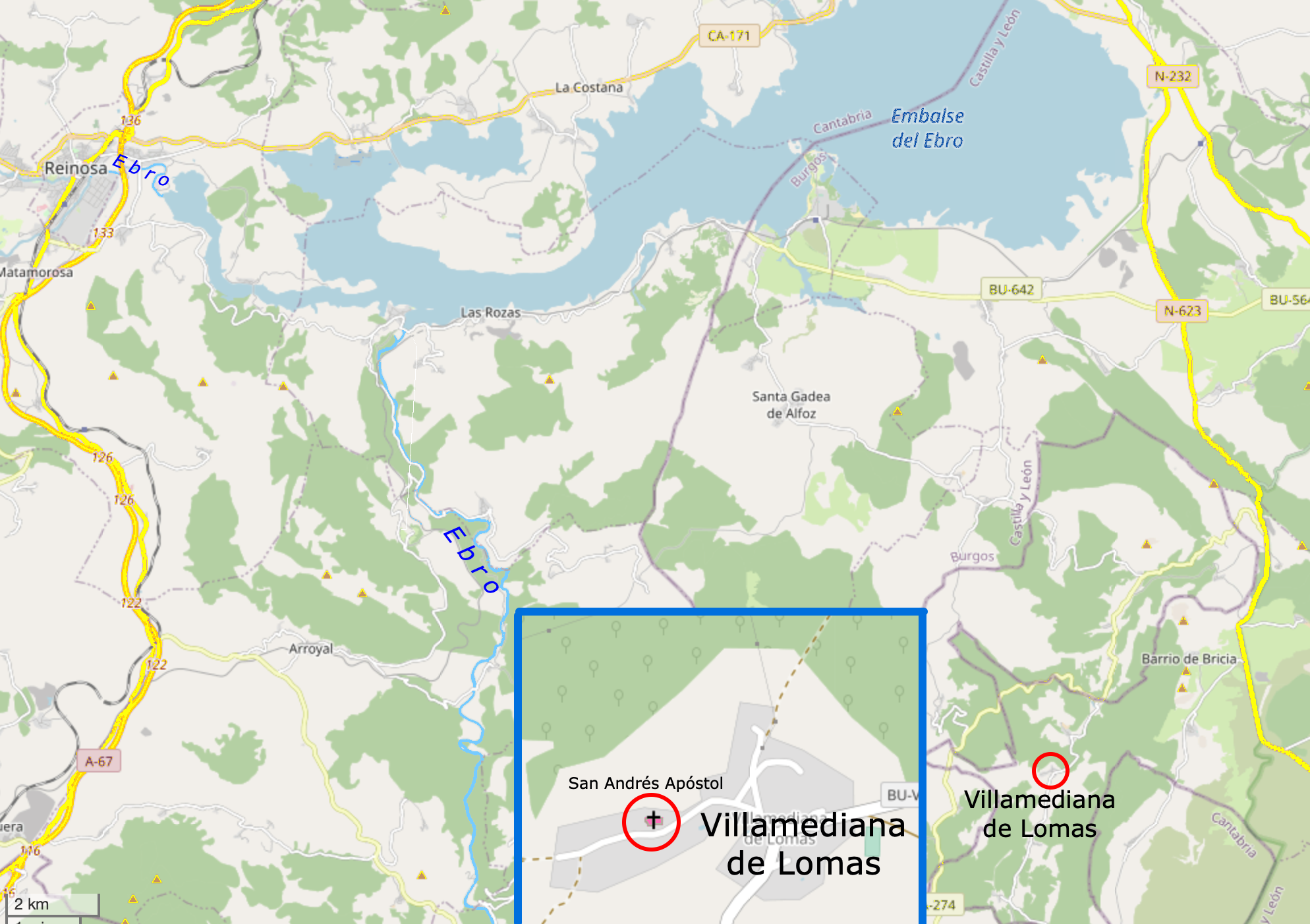
Lage des Ortes und Lage der Kirche zum Dorf

- Romanische Kirche San Andrés (erbaut Ende des 12. Jahrhunderts), westlich des Ortes auf einer Anhöhe gelegen